# 55e (West Lancashire) Infanteriedivisie

Insigne van het Britse 55e Infanteriedivisie

De 55e (West Lancashire) Infanteriedivisie (Engels: 55th (West Lancashire) Infantry Division) was een divisie van de British Army.

## Geschiedenis

### Eerste Wereldoorlog

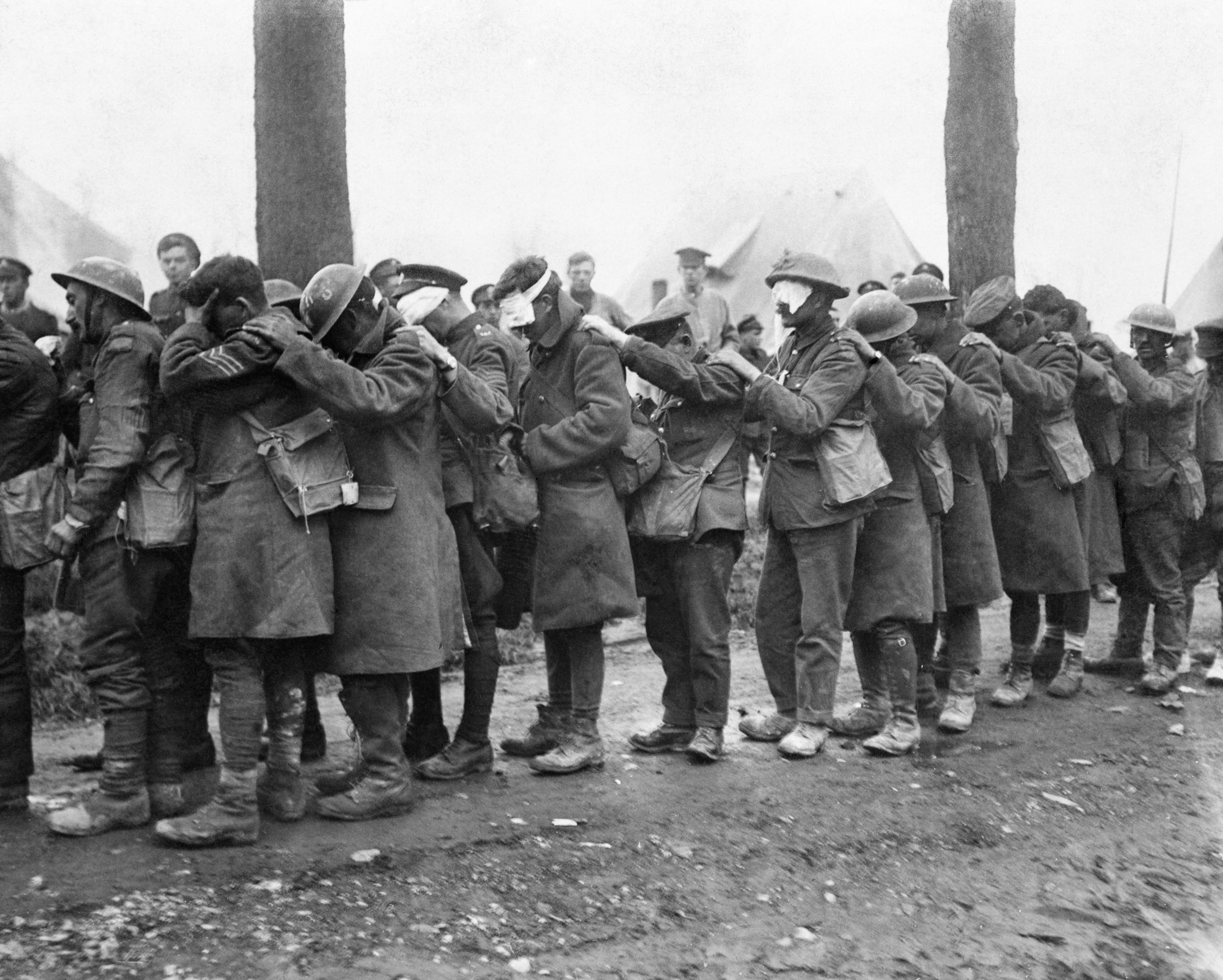
De 55e Infanteriedivisie in 1918

Tussen november 1914 en april 1915 werden de brigades van de 55e Divisie als versterkingen gedetacheerd aan andere divisies in Frankrijk. De 55e Divisie werd in januari 1916 hervormd. 
De eerste Victoria Cross van de hervormde 55e Divisie werd op 17 april 1916 gewonnen door tweede luitenant Edward Felix Baxter. De divisie nam deel aan de Slag aan de Somme. Hier was de divisie betrokken bij de Slag om Guillemont en de Slag om Ginchy en de Slag om Motval. De 55e Divisie werd daarna naar het gebied rondom Ieper gezonden. 
In 1917 nam de divisie deel aan de Derde Slag om Ieper en de Slag bij Cambrai. Na een periode van training nam de divisie in april 1918 deel aan de Vierde Slag om Ieper. 

### Tweede Wereldoorlog
Tijdens de Tweede Wereldoorlog  maakte de 55e Divisie deel uit van de Territorial Army. De divisie was gedurende de oorlog niet betrokken bij gevechtshandelingen buiten Groot-Brittannië.

## Eenheden
Vanaf januari 1916 bestond de divisie uit de volgende eenheden: 
- 164e (North Lancashire) Brigade
  - 1/4th The King's Own (Royal Lancaster Regiment)
  - 1/4th The Loyal North Lancashire Regiment
  - 1/8th (Irish) Battalion, The King's (Liverpool Regiment) (tot  januari 1918)
  - 2/5th Lancashire Fusiliers
- 165e (Liverpool) Brigade
  - 1/5th The King's (Liverpool Regiment)
  - 1/6th The King's (Liverpool Regiment)
  - 1/7th The King's (Liverpool Regiment)
  - 1/9th Battalion, The King's (Liverpool Regiment) (tot februari 1918)
- 166e (South Lancashire) Brigade
  - 1/5th The King's Own (Royal Lancaster Regiment)
  - 1/10th (Scottish) Battalion The King's (Liverpool Regiment)
  - 1/5th The Prince of Wales's Volunteers (South Lancashire Regiment)
  - 1/5th The Loyal North Lancashire Regiment (tot juni 1918)
- Genie
  - 1/4th The Prince of Wales's Volunteers (South Lancashire Regiment)

Royal Engineers
419 Field Company
422 Field Company
423 Field Company
55th Divisional Signal Company
De 164e (North Lancashire) Brigade werd in april 1915 (als de 154e Brigade) toegevoegd aan de 51e (Hoogland) Divisie in april 1915 en keerde terug naar de 55e Divisie in januari 1916.

## Bevelhebbers
- 1932 – 1933: Generaal-majoor George Weir
- 1934 – 1935: Generaal-majoor James Cooke-Collis
- 1935 – 1938: Generaal-majoor Ernest Lewin
- 1938 – 1941: Generaal-majoor Vivian Majendie
- 1941: Generaal-majoor William Morgan
- 1941-1942: Generaal-majoor Frederick Morgan